# Harth Musik Verlag
Der Harth Musik Verlag / Pro musica Verlag Leipzig-Berlin wurde als  Pro musica Verlag Leipzig-Berlin 1946 durch Carl Clauss und Erich Pastänier gegründet. Seit 1960 arbeitete der Verlag mit staatlicher Beteiligung. Das Verlagsprogramm von Harth Musik umfasste Tanz- und Unterhaltungsmusik, Blasmusik, entsprechende Schul- und Studienwerke für Volksinstrumente, populäre Bandausgaben und Schlagertexthefte.
Das Pro musica Verlagsprogramm bestand aus Kammermusik klassischer und zeitgenössischer Autoren, Schul- und Studienwerke, Spielliteratur und Leihmaterialien von Orchesterwerken.
1990 war der Verlag für kurze Zeit eine GmbH und wurde geschlossen. Rechtsnachfolger sind die Musikverlage Hans Gerig, Bergisch Gladbach. Im Januar 1992 erschien beim Harth Musik Verlag ein umfangreiches Verlagsverzeichnis der Tanz- und Unterhaltungsmusik (Evergreens, Schlager, Tanzmusik, Blasmusik, Konzertstücke, Spielstücke, Chansons, Lieder, Rock & Pop, Volkstümliche Weisen). Auf 59 Seiten sind für etwa 3500 verlegte Werke Titel, Art, Komponist/Textdichter, Bearbeiter und Ausgabe aufgelistet.

## Erfolge (Auswahl)
- Abends kommen die Sterne (Seeger/Schüller)
- Ach, Fips (Alo Koll / Kretzschmar)
- Alte Liebe rostet nicht (Klein/Hansel)
- Bagatelle für tiefes Horn und Klavier (Hermann Neuling)
- Blau ist die Nacht (Petersen/Gertz)
- Einsam liegt mein Schiff im Hafen (Eichenberg/Koch-Kießling)
- Heut’ ist wieder Vollmond (Siebholz/Schneider)
- Hör mein Herz (Eichenberg/Schüller)
- Ich sag' zum Leben nur ja (Holt/Kießling(DDR))
- Kleines Haus am Wald (Roth/Müller)
- Meine Frau macht Musik (Natschinski/Heinrich, Romanus)
- Mein Herz, das ist total verwirrt (Walter Eichenberg / Koch-Kießling)
- Pinguin-Mambo (Fleischer/Fleischer)
- Rennsteiglied (Roth/Müller)[1]
- Tag für Tag (Hermann/Brandenstein)
- Über sieben Brücken musst du geh’n (Swillms/Richter)[2]
- Yvette (Hugo/–)[3]
- Zwischenspiel aus Der Goldene Pavillon (Wehding/–)